# Henri Lorber
Henri-Marie-Antoine-François Lorber, francoski general, * 27. november 1894, † 25. november 1966.